# Mistrzostwa Azji w Lekkoatletyce 1979
3. Mistrzostwa Azji w Lekkoatletyce – zawody lekkoatletyczne, które odbyły się w roku 1979 w stolicy Japonii - Tokio.

## Rezultaty

### Mężczyźni
| Konkurencja           |                       | Wynik     |                     | Wynik     |                       | Wynik     |
| --------------------- | --------------------- | --------- | ------------------- | --------- | --------------------- | --------- |
| 100 m                 | Suchart Chairsuvaparb | 10.63     | Suh Mei-guh         | 10.75     | Akira Harada          | 10.80     |
| 200 m                 | Yasuhiro Harada       | 21.34     | Shunzo Shito        | 21.34     | Toshio Toyota         | 21.39     |
| 400 m                 | Shoichi Handa         | 47.45     | Abbas Al-Aibi       | 47.47     | Fahim Sada            | 47.51     |
| 800 m                 | Falah Naji Jarallah   | 1:49.5a   | Toshifumi Shigenari | 1:49.6a   | Sant Kumar            | 1:50.1a   |
| 1500 m                | Rattan Singh          | 3:49.8a   | Takashi Ishii       | 3:50.1a   | Toshifumi Shigenari   | 3:50.9a   |
| 5000 m                | Hideki Kita           | 13:55.3a  | Takao Nakamura      | 13:59.8a  | Gopal Singh Saini     | 13:59.8a  |
| 10 000 m              | Toshihiko Seko        | 28:59.2a  | Kunimitsu Ito       | 29:00.2a  | Takeshi So            | 29:02.5a  |
| 3000 m z przeszkodami | Masanari Shintaku     | 8:40.8a   | Hitoshi Iwabuchi    | 8:57.2a   | Gopal Singh Saini     | 9:12.4a   |
| 110 m ppł             | Yoshifumi Fujimori    | 14.29     | Satbir Singh        | 14.53     | Jabbar Rahima         | 14.72     |
| 400 m ppł             | Hussein Kadhum        | 51.18     | Takashi Nagao       | 51.53     | Yukihiro Yoshimatsu   | 52.14     |
| Skok wzwyż            | Kazunori Koshikawa    | 2.15      | Takao Sakamoto      | 2.15      | Takashi Katamine      | 2.15      |
| Skok o tyczce         | Itsuo Takanezawa      | 5.20      | Tomomi Takahashi    | 5.10      | Yosuhiro Kigawa       | 5.00      |
| Skok w dal            | Junichi Usui          | 7.97      | Suresh Babu         | 7.94      | Toshihisa Yoshimoto   | 7.91w     |
| Trójskok              | Zhou Zhenxian         | 17.02     | Motokuni Hiratani   | 16.52w    | Masami Nakanishi      | 16.50w    |
| Pchnięcie kulą        | Mohammed Al-Zinkawi   | 17.78     | Zhao Baoqin         | 17.50     | Bahadur Singh Chouhan | 17.47     |
| Rzut dyskiem          | Kiyotaka Kawasaki     | 55.34     | Li Weinan           | 54.64     | Michio Kita           | 53.06     |
| Rzut młotem           | Shigenobu Murofushi   | 66.73     | Masayuki Kawata     | 65.94     | Raghubir Singh Bal    | 61.52     |
| Rzut oszczepem        | Shen Maomao           | 86.50     | Toshihiro Yamada    | 78.46     | Masahiko Takita       | 78.46     |
| Dziesięciobój         | Atsushi Kasai         | 7096 pkt. | Toshikazu Kobayashi | 6983 pkt. | Jin Xuewei            | 6975 pkt. |
| Chód na 20 km         | Hakam Singh           | 1:35:40   | Wang Qiang          | 1:35:48   | Vellasamy Subramaniam | 1:36:27   |
| Sztafeta 4 x 100 m    | Japonia               | 39.70     | Tajlandia           | 40.20     | Indie                 | 40.41     |
| Sztafeta 4 x 400 m    | Irak                  | 3:08.8a   | Japonia             | 3:08.9a   | Indie                 | 3:11.8a   |

### Kobiety
| Konkurencja               |                  | Wynik   |                      | Wynik   |                  | Wynik   |
| ------------------------- | ---------------- | ------- | -------------------- | ------- | ---------------- | ------- |
| 100 m                     | Emiko Konishi    | 12.09   | Ying Yaping          | 12.10   | Mo Myung-hee     | 12.11   |
| 200 m                     | Sumiko Kaibara   | 24.45   | Mo Myung-hee         | 24.49   | Emiko Konishi    | 24.72   |
| 400 m                     | Chung Byong-soon | 54.33   | Rita Sen             | 54.99   | Yumiko Aoi       | 55.66   |
| 800 m                     | Chung Byong-soon | 2:06.1a | Chang Yong-ae        | 2:10.2a | Takako Sanda     | 2:11.8a |
| 1500 m                    | Kim Ok-sun       | 4:25.0a | Kim Chun-hwa         | 4:29.1a | Lu Hongxiang     | 4:31.3a |
| 3000 m                    | Kim Ok-sun       | 9:24.9a | Yang Yenying         | 9:30.8a | Kim Chun-hwa     | 9:31.4a |
| 100 m ppł                 | Emi Akimoto      | 14.17   | Dai Jianhua          | 14.33   | Tamie Motegi     | 14.45   |
| 400 m ppł                 | Yumiko Aoi       | 60.46   | Marina Chin Leng Sim | 61.63   | Zhan Xin         | 61.84   |
| Skok wzwyż                | Zheng Dazhen     | 1.87    | Tamami Yagi          | 1.81    | Hisayo Fukumitsu | 1.81    |
| Skok w dal                | Sumie Awara      | 6.42w   | Zou Wa               | 6.27w   | Kazuko Ishizu    | 6.05w   |
| Pchnięcie kulą            | Shen Lijuan      | 17.48   | Yukari Seo           | 14.78   | Yumiko Asari     | 14.12   |
| Rzut dyskiem              | Li Xiaohui       | 58.62   | Yukari Seo           | 46.64   | Yumiko Asari     | 44.16   |
| Rzut oszczepem            | Li Xia           | 58.44   | Yao Juiying          | 54.82   | Naomi Shibusawa  | 51.16   |
| Pięciobój lekkoatletyczny | Ye Peisu         | 4139    | Tomoko Uchida        | 3753    | Sachie Sekiguchi | 3706    |
| Sztafeta 4 x 100 m        | Japonia          | 45.85   | Tajlandia            | 46.03   | Indie            | 46.93   |
| Sztafeta 4 x 400 m        | Japonia          | 3:45.9a | Malezja              | 3:46.3a | Filipiny         | 3:57.5a |

## Tabela medalowa
| Poz. | Państwo          |    |    |    |    |
| ---- | ---------------- | -- | -- | -- | -- |
| 1    | Japonia          | 20 | 18 | 21 | 59 |
| 2    | Chiny            | 7  | 8  | 3  | 18 |
| 3    | Irak             | 3  | 1  | 2  | 6  |
| 4    | Indie            | 2  | 3  | 8  | 13 |
| 5    | Korea Południowa | 2  | 2  | 1  | 5  |
| 5    | Korea Północna   | 2  | 2  | 1  | 5  |
| 7    | Tajlandia        | 1  | 2  | 0  | 3  |
| 8    | Kuwejt           | 1  | 0  | 0  | 1  |
| 9    | Malezja          | 0  | 2  | 1  | 3  |
| 10   | Filipiny         | 0  | 0  | 1  | 1  |